# Buena Fe (canton)
Buena Fe est un canton d'Équateur situé dans la province de Los Ríos.